# VTG
VTG AG è una società tedesca che opera nel settore del trasporto ferroviario ed intermodale, essendo principalmente attiva come detentore nel noleggio a terzi di vagoni e carri merci. VTG ha sede ad Amburgo, occupa 999 dipendenti ed è il primo gruppo mondiale del mercato in cui è attiva, con la più grande flotta privata di carri merci, pari a 50.000 unità.

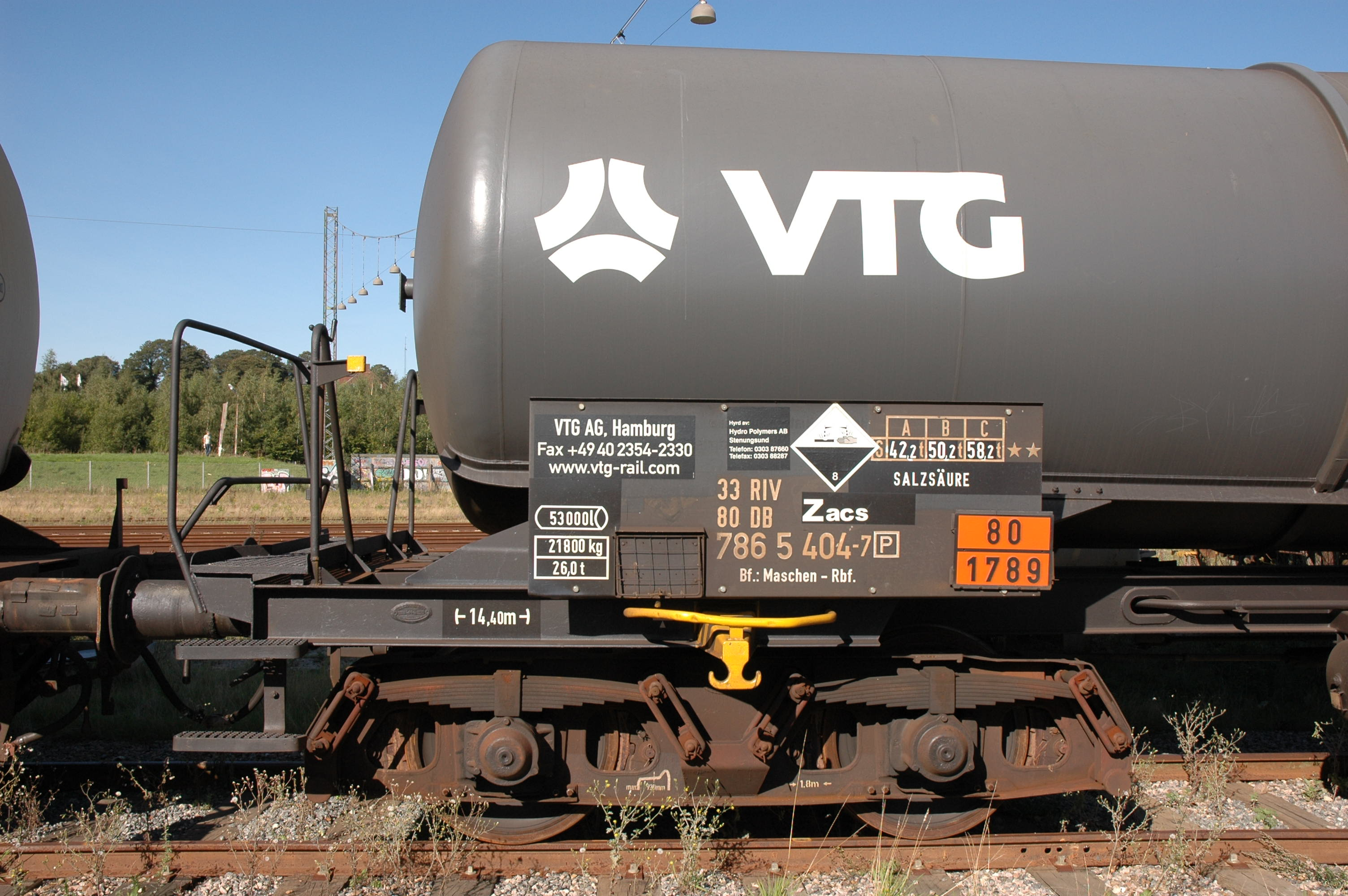
Ferrocisterna DB 33 80 786 5 404, VTG AG immatricolata nel parco DB

## Storia
La società nasce nel 1951 come Vereinigte Tanklager und Transportmittel GmbH - VTG come sussidiaria della capogruppo Preussag AG, controllata dal Governo della Repubblica Federale Tedesca sebbene essa verrà poi privatizzata.
Nel 2002 la società acquisì tutte le attività ferroviarie di Brambles , che nel 1985 era subentrata alla banca Bruxelles Lambert nel capitale di numerosi detentori europei fra i quali L'Ausiliare di Milano.
Nel 2004 TUI Gruppe (nuovo nome di Preussag) cede VTG a Compagnie Européenne de Wagons: nel 2008 VTG si quota nel segmento SDAX della Borsa di Francoforte.

## Bilancio e mercato

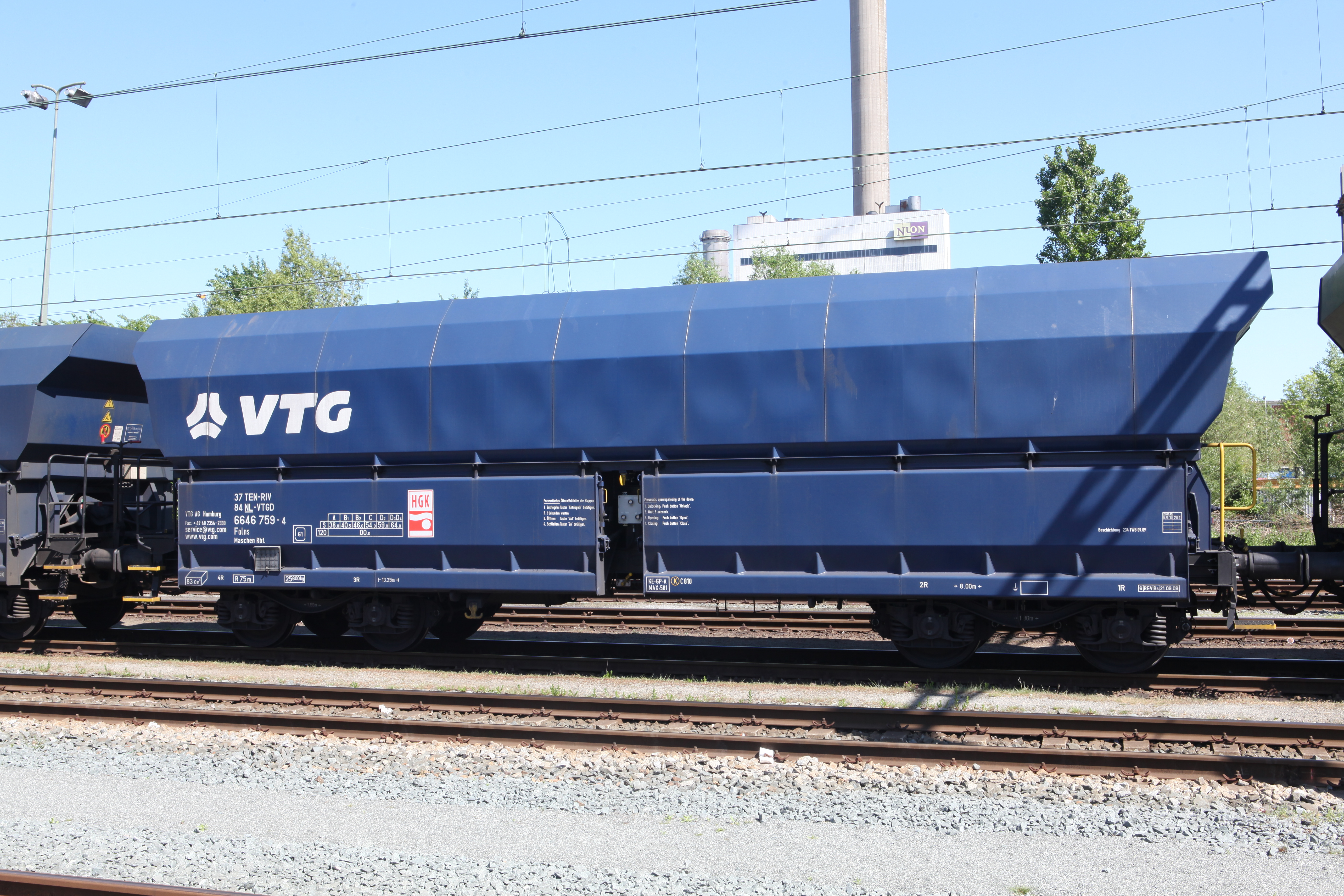
Carro Falns VTG immatricolato nei Paesi Bassi

Nel 2010 VTG ha ottenuto 629,4 milioni di ricavi, Ebitda di 154,4 milioni, Ebit di 63 milioni.
VTG opera in Nord America, Russia ed Europa attraverso una Divisione Logistica ed una di noleggio carri merci.
In Italia la società è presente con VTG Italia S.r.l. che gestisce una flotta di 1.100 unità, muovendo ogni mese un volume di circa 700 tank container lungo le direttrici da e per l'Italia (60% da nord a sud e 40% in senso contrario) operando sui terminal merci di Busto Arsizio, Verona, Oleggio e Novara. Nel 2011 inoltre VTG ha incorporato la flotta della società genovese SoGeTank.